# Мар’їно (Ульяновський район)
Мар’їно (рос. Марьино) — присілок в Ульяновському районі Калузької області Російської Федерації.
Населення становить 0 осіб. Входить до складу муніципального утворення Село Волосово-Дудино.

## Історія
Від 2004 року входить до складу муніципального утворення Село Волосово-Дудино

## Населення
| 1989 | 2002 | 2010 |
| ---- | ---- | ---- |
| 10   | ↘2   | ↘0   |